# Didier Ratsiraka

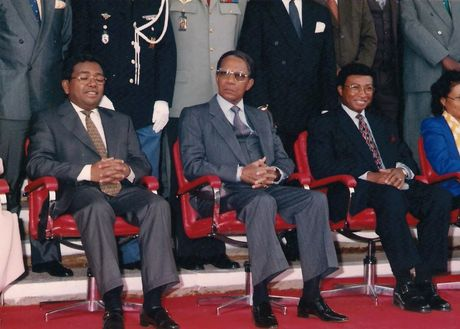
Didier Ratsiraka

Didier Ratsiraka (Vatomandry, 4 november 1936 - Antananarivo, 28 maart 2021) was van 1975 tot 1992 en van 1997 tot 2002 president van Madagaskar.
Ratsiraka was afkomstig uit de binnenlanden van Madagaskar en begon zijn carrière als militair. Hij volgde een opleiding aan de marinebasis van Brest in Frankrijk. Na zijn opleiding bleef hij tot 1963 als marine-officier in dienst van de Fransen.
Na zijn terugkeer in Madagaskar was hij werkzaam als diplomaat. In 1972 werd hij minister van Buitenlandse Zaken in de militaire regering van generaal Gabriel Ramanantsoa. Ratsiraka, bijgenaamd de "Rode Admiraal" greep in juni 1975 de macht. In december 1975 verklaarde hij dat Madagaskar voortaan de Democratische Republiek Madagaskar heette en in 1976 begon hij met de opbouw van een socialistische samenleving in Madagaskar gebaseerd op het Madagasisch socialisme en het Christelijk-Marxisme. Ratsiraka's ideeën werden opgeschreven in het Boky Mena, Ratsiraka's variant van Mao's Rode Boekje.
In 1976 richtte Ratsiraka een voorhoede-partij op, de AREMA (Action pour la Renaissance de Madagaskar). Andere partijen mochten blijven bestaan, mits zij de socialistische agenda van Ratsiraka steunden en lid werden van het Nationaal Front voor de Verdediging van de Revolutie in Madagaskar ((FNDR), sinds 1990 Front voor de Verdediging van het Malagasisch Socialisme genoemd), waar ook de AREMA deel van uitmaakte.
Onder Ratsiraka werden banken en grote industrieën genationaliseerd en moesten boeren lid worden van landbouwcommunes.
In 1990 begon Ratsiraka met een voorzichtige liberalisering van zijn regime. In 1992 liet hij oppositiepartijen toe. Bij de verkiezingen van 1993 leed Ratsiraka een nederlaag en Albert Zafy van de oppositiepartij Living Forces werd president.
Bij de verkiezingen van 1997 werd de AREMA de grootste partij en werd Ratsiraka opnieuw president. Al snel daalde de populariteit van Ratsiraka toen bleek dat hij de problemen waarmee Madagaskar kampte niet wist op te lossen. In 2001 werd hij met 48 tegen 44% van de stemmen verslagen door Marc Ravalomanana. Geen van beide kandidaten behaalde echter de meerderheid. Beide heren beschuldigden elkaar over en weer van verkiezingsfraude. In februari 2002 ontstond er een vreemde situatie: zowel Ratsiraka als Ravalomanana werden als president beëdigd. Er volgde een korte burgeroorlog tussen Ratsiraka- en Ravalomanana-aanhangers. Eind februari 2002 controleerden Ravalomana-aanhangers de hoofdstad en Ratsiraka de provincies in het binnenland. Op 5 juli 2002 leed Ratsiraka echter een nederlaag en vluchtte naar de Seychellen.